# Бучацька районна рада
Бучацька районна рада — колишній орган місцевого самоврядування в Бучацькому районі, одному з колишніх у Тернопільської області, з центром у місті Бучачі.

## Історія
Районна рада утворена у вересні 1939[джерело?].
17 грудня 2020 року ліквідована шляхом приєднання до Чортківської районної ради.

## Депутатський склад з 2010 року
- фракція ВО «Батьківщина» (11 осіб), зокрема, голова ради
- фракція ВО «Свобода» (9 осіб)
- фракція «Наша Україна» (9 осіб)
- фракція «Українська Народна Партія» (6 осіб)
- фракція «Народний Рух України» (5 осіб)
- фракція «Аграрна партія України» (13 осіб)

## Депутатський склад з 2015 року
- фракція Блоку Петра Порошенка, зокрема, голова ради
- фракція ВО «Батьківщина»
- фракція ВО «Свобода»
- франція «Народного контролю»

## Голови
- Іван Бойко
- Олег Михайлів
- Віталій Фреяк